# Барсова, Татьяна Ильинична
Татья́на Ильи́нична Ба́рсова (при рождении Серая; 29 октября 1948, Усолье — 2002) — советская и российская певица (сопрано), педагог, солистка Ростовского камерного хора. Работала преподавателем на кафедре хорового дирижирования Ростовской государственной консерватории имени С. В. Рахманинова.

## Биография
Родилась 29 октября 1948 года в городе Усолье Иркутской области. В 1966—1970 годах обучалась в Ставропольском музыкальном училище. В 1975 году окончила Ростовский музыкально-педагогический институт (класс Ю. И. Васильева).
Её жанровый диапазон — песни, романсы, ансамбли, оперные арии, соло в немецком реквиеме И. Брамса, «Gloria» Ф. Пуленка, «Девятой симфонии» Бетховена, «Мессии» Генделя. Исполняла песни на немецком, грузинском, итальянском, армянском, украинском, латинском языках. 23 года была солисткой Ростовского камерного хора. Исполняла сольные партии хоровых сочинений «Старинное армянское песнопение» Екмаляна, «Тебе поём» Рахманинова, «Звуки» Клиничева, «Ангел Вопияше» Чеснокова, Ave Maria Шуберта. Также исполняла романсы Рахманинова, Чайковского, Гурилёва, Варламова, Танеева.
Принимала участие в международном хоровом конкурсе в Италии. Вместе с Ростовским камерным хором ездила на гастроли в Западную Германию в 1990 году. Зрители, как и немецкая пресса, одобрительно отзывались о выступлениях Татьяны Барсовой. В 1998 году ездила на гастроли во Владикавказ. После того, как хор распался, вместе с мужем выступала с сольной программой в Голландии.
Около 20 лет была преподавателем в классе сольного пения на кафедре хорового дирижирования. Преподавала чтение хоровых партитур.
Муж — заслуженный артист России Олег Барсов.
Умерла в 2002 году.